# Tokoferol
Tokoferoli (TCP) su klasa hemijskih jedinjenja koja se sastoji od metilisanih fenola. Mnoga od ovih organskih jedinjenja imaju aktivnost vitamina E. Njihova vitaminska aktivnost je prvo uočena 1936. na dijetetskim faktorima plodnosti kod pacova, te su nazvani "tokoferolima" od grčkih reči “τόκος” [ređenje], i “φέρειν”, [nositi]. Sufiks "-ol" označava njihov status alkohola.
Alfa-tokoferol je glavni izvor. On je nađen u suplementima i ishrani. Glavni evropski prehrambeni izvor su maslinovo i suncokretovo ulje, dok je gama-tokoferol najzastupljenija forma u američkoj ishrani usled visokog unosa sojinog i kukuruznog ulja. Kad se dodaje prehrambenim proizvodima, alfa-tokoferol se označava E brojem E307 u Evropskoj uniji.
Tokotrienoli, koji su srodna jedinjenja, takođe imaju aktivnost vitamina E. Svi ovi derivati sa vitaminskom aktivnošću se mogu korektno nazvati vitamin E. Tokoferoli i tokotrienoli su u masnoći rastvorni antioksidansi, a imaju i niz drugih funkcija u telu.

## Oblici
Vitamin E se javlja u osam različitih formi, četiri tokoferola i četiri tokotrienola. Svi sadrže prsten hromanola, sa hidroksilnom grupom koja može da donira atom vodonika da redukuje slobodne radikale i hidrofobnim bočnim lancom koji omogućava penetraciju u biološke membrane.
Tokoferoli i tokotrienoli se javljaju u alfa, beta, gama i delta formama, koje su određene brojem i pozicijom metil grupa na prstenu hromanola.
| Forma           |    |    |    | Struktura |
| alfa-Tokoferol  | Me | Me | Me |           |
| beta-Tokoferol  | Me | H  | Me |           |
| gama-Tokoferol  | H  | Me | Me |           |
| delta-Tokoferol | H  | H  | Me |           |

## Spoljašnje veze
- Prehrambeni suplementi vitamina E
- Procena rizika Архивирано на веб-сајту  (2. јануар 2006)